# ثروتیان
ثروتیان، یک نام خانوادگی ایرانی است و به این دو مورد اشاره دارد:
- بهروز ثروتیان
- گلنار ثروتیان